# Caminha (Matriz) e Vilarelho
Caminha (Matriz) e Vilarelho (oficialmente: União das Freguesias de Caminha (Matriz) e Vilarelho) é uma freguesia portuguesa do município de Caminha, com 6,74 km² de área e 2373 habitantes (censo de 2021). A sua densidade populacional é 352,1 hab./km².

## História
Foi constituída em 2013, no âmbito de uma reforma administrativa nacional, pela agregação das antigas freguesias de Caminha (Matriz) e Vilarelho com sede em Caminha (Matriz).

## Demografia
A população registada nos censos foi:
| Distribuição da População por Grupos Etários | Distribuição da População por Grupos Etários | Distribuição da População por Grupos Etários | Distribuição da População por Grupos Etários | Distribuição da População por Grupos Etários | Distribuição da População por Grupos Etários |
| -------------------------------------------- | -------------------------------------------- | -------------------------------------------- | -------------------------------------------- | -------------------------------------------- | -------------------------------------------- |
| Antes da agregação                           |                                              |                                              |                                              |                                              |                                              |
| Ano                                          | 0-14 anos                                    | 15-24 anos                                   | 25-64 anos                                   | >= 65 anos                                   | Total                                        |
| 2001                                         | 318                                          | 372                                          | 1249                                         | 598                                          | 2537                                         |
| 2011                                         | 267                                          | 235                                          | 1303                                         | 666                                          | 2471                                         |
| Após a agregação                             |                                              |                                              |                                              |                                              |                                              |
| Ano                                          | 0-14 anos                                    | 15-24 anos                                   | 25-64 anos                                   | >= 65 anos                                   | Total                                        |
| 2021                                         | 224                                          | 177                                          | 1157                                         | 815                                          | 2373                                         |